# Amazoneparasolvogel
De amazoneparasolvogel (Cephalopterus ornatus) is een zangvogel uit het geslacht Cephalopterus.

## Kenmerken
Deze parasolvogel is de grootste cotingasoort en is te herkennen aan zijn rechtopstaande kuif en de lel onderaan de hals. Zijn lichaam is overwegend zwart met een deels witte snavel. De lichaamslengte varieert van 41 tot 49 cm.

## Leefwijze
Deze vogels leven in de boomtoppen van het Amazoneregenwoud waar ze zich met vruchten en insecten voeden.

## Voortplanting
De mannetjes hebben voorkeursbomen om vrouwtjes te lokken met hun zeer luide roep. Tijdens de balts zetten de mannetjes hun kuiven en lellen op. Na de paring legt het wijfje een ei dat zij zelfstandig uitbroedt.

## Verspreiding
Deze soort komt voor van noord- tot centraal Zuid-Amerika, langs de boorden van de Amazone en de Orinoco en in bossen op de oostflank van de Andes.

## Status
De grootte van de populatie is niet gekwantificeerd maar de soort wordt omschreven als schaars en met een versnipperde verspreiding. Op de Rode lijst van de IUCN heeft deze soort de status niet bedreigd.